# Saint-Fiacre (Costes del Nord)
Saint-Fiacre (en bretó Sant-Fieg) és un municipi francès, situat a la regió de Bretanya, al departament de Costes del Nord. L'any 1999 tenia 197 habitants.

## Demografia
| 1962                                       | 1968 | 1975 | 1982 | 1990 | 1999 |
| ------------------------------------------ | ---- | ---- | ---- | ---- | ---- |
| 255                                        | 299  | 244  | 232  | 207  | 197  |
| Des de 1962: població sense dobles comptes |      |      |      |      |      |

## Administració
| Període   | Identitat        | Partit |
| --------- | ---------------- | ------ |
| 2001-2008 | Daniel Bouder    |        |
| 2008-     | Gilbert Le Bihan |        |